# エル・エヴァンス
エル・エヴァンス（Crystal Harris（Lindsey Gayle Evans、リンジー・ゲイル・エヴァンス）、1989年12月9日 - ）はアメリカ合衆国のモデル。
テキサス州パリ出身。